# Spazio 12/La canzone di Rin Tin Tin
Spazio 12/La canzone di Rin Tin Tin è un singolo del gruppo Le Mele Verdi, pubblicato nel 1982.

## Tracce
1. Spazio 12 (testo: Mitzi Amoroso – musica: Corrado Castellari)
2. La canzone di Rin Tin Tin (testo: Mitzi Amoroso – musica: Luigi Piergiovanni)

## Descrizione
Spazio 12 è un brano musicale che ha vinto l'edizione 1982 dell'Ambrogino d'oro, manifestazione canora dedicata ai bambini.
La canzone di Rin Tin Tin è un brano interpretato da Paolo Peroni usato come una delle sigle della serie televisiva Le avventure di Rin Tin Tin.